# Grépiac
Grépiac is een gemeente in het Franse departement Haute-Garonne (regio Occitanie). De plaats maakt deel uit van het arrondissement Muret. Grépiac telde op 1 januari 2022 1.009 inwoners.

## Geografie
De oppervlakte van Grépiac bedroeg op 1 januari 2022 8,18 vierkante kilometer; de bevolkingsdichtheid was toen 123,3 inwoners per km².

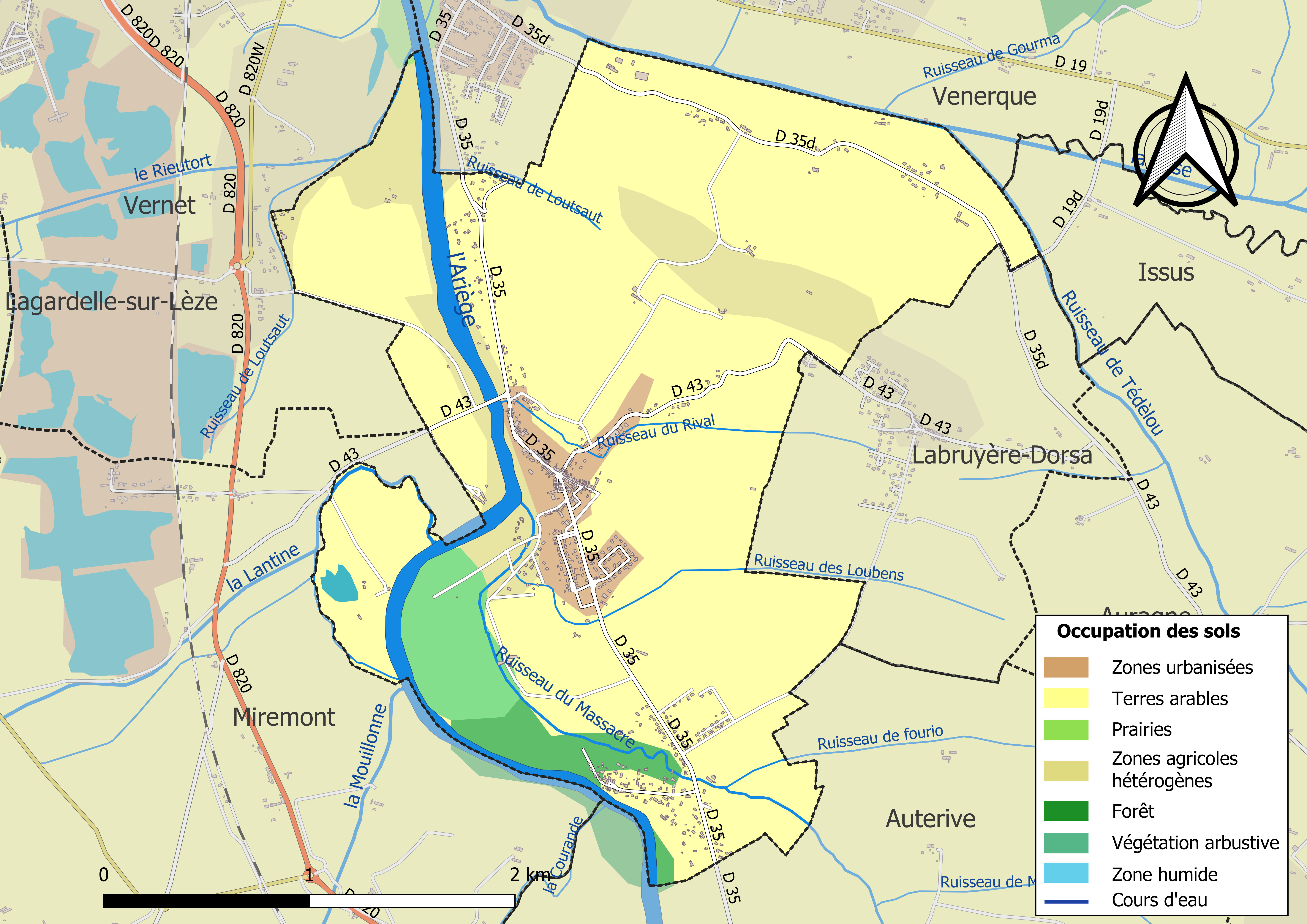
Kaart van de gemeente met belangrijkste infrastructuur, bodemgebruik en omliggende gemeenten

## Demografie
Onderstaande figuur toont het verloop van het inwonertal (bron: INSEE-tellingen).